# Jean-Pierre Chevènement

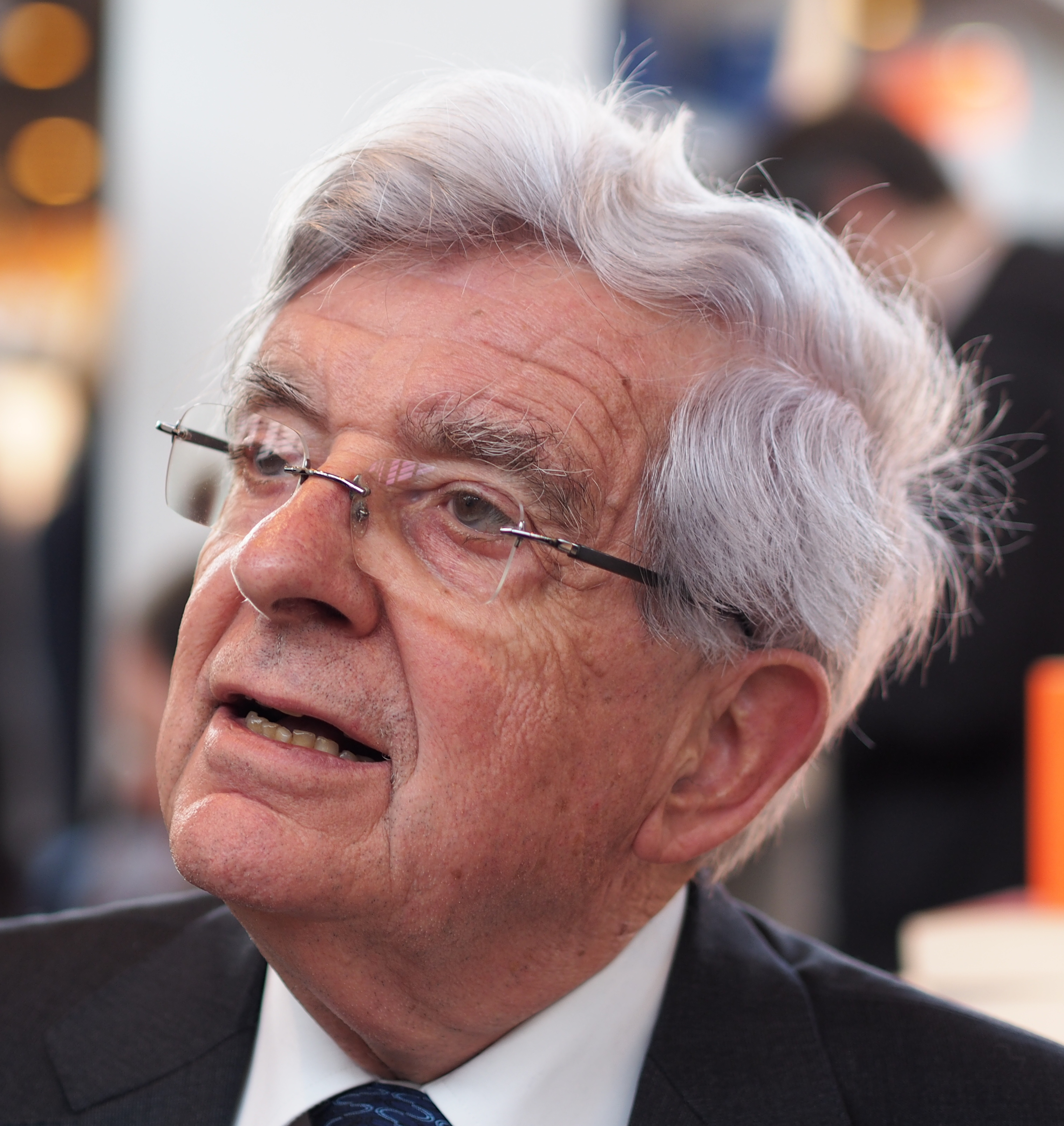
Jean-Pierre Chevènement (2014)

Jean-Pierre Chevènement (Aussprache: [ʒɑ̃ pjɛʁ ʃəvɛnmɑ̃]; * 9. März 1939 in Belfort) ist ein französischer Politiker (PS, MDC, MRC). Er hatte verschiedene Ministerposten inne: 1981–1983 für Forschung und Technologie, 1984–1986 für Bildung, 1988–1991 für Verteidigung, 1997–2000 für Inneres. Von 1983 bis 1997 und 2001 bis 2007 war er Bürgermeister von Belfort.
Chevènement war von 1993 bis 2001 Vorsitzender der links-souveränistischen Partei Mouvement des citoyens, von 2008 bis 2010 Vorsitzender der Nachfolgepartei Mouvement républicain et citoyen. Er trat 2002 erfolglos zur Präsidentschaftswahl an. Von 2008 bis 2014 gehörte er dem französischen Senat an.

## Biografie
Chevènement ist der Sohn eines Lehrers. Die Familie Chevènement stammt aus der Schweiz. Der deutsche Name – Schwennemann – wurde im 18. Jahrhundert zum aktuellen Familiennamen franzisiert. Als Schüler gewann er den Concours général in den Fächern Geographie und Griechisch. Er absolvierte ein Studium am Institut d’études politiques de Paris (Sciences Po), das er 1960 abschloss.
Anschließend leistete er seinen Wehrdienst als Offiziersschüler an der Militärakademie von Cherchell im damals französischen Algerien. Im Algerienkrieg war er Zeuge des Aufstands der Organisation de l’armée secrète (OAS) und des Massakers von Saint-Denis-du-Sig. 1962 war er stellvertretender Stabschef des Präfekten von Oran, wo die nationale Befreiungsarmee (Armée de libération nationale, ALN) am 5. Juli 1962 ein Massaker an europäischstämmigen (Pieds-noirs) und pro-französischen Algeriern verübte.
Von 1963 bis 1965 besuchte er die Elite-Hochschule École nationale d’administration (ENA) in Paris. Dort war er Jahrgangskamerad von Lionel Jospin und Jacques Toubon. Von 1965 bis 1973 war er als Beamter im Wirtschafts- und Finanzministerium tätig.
Chevènement heiratete 1970 die Malerin und Bildhauerin Nisa Grunberg. Das Paar hat zwei Söhne, darunter den Drehbuchautor Raphaël Chevènement. Im Jahr 1998 musste sich Jean-Pierre Chevènement einer Gallenblasenoperation unterziehen, wobei es zu so schweren Komplikationen kam, dass er mehrere Tage im Koma lag.

## Politische Laufbahn
Ab 1964 war Chevènement Mitglied der französischen Sozialisten (SFIO) und 1971 maßgeblich an deren Neugründung als Parti socialiste (PS) beteiligt. Von 1971 bis 1981 und 1986 bis 1993 gehörte er dem Exekutivbüro und Leitungsausschuss der PS an. Innerhalb der sozialistischen Partei vertrat er das Centre d'études, de recherches et d'éducation socialiste (CERES), eine Denkfabrik des linken Parteiflügels. Bei der Parlamentswahl 1973 wurde Chevènement erstmals als Abgeordneter des 2. Wahlkreises von Belfort in die französische Nationalversammlung gewählt. Von 1974 bis 1988 gehörte er zusätzlich dem Regionalrat von Franche-Comté an, von September 1981 bis April 1982 war er Präsident des Regionalrats.

### Minister unter Mitterrand
Nach der Wahl seines Parteikollegen François Mitterrand zum Staatspräsidenten wurde Chevènement am 22. Mai 1981 zum Minister für Forschung und Technik im Rang eines Staatsministers ins Kabinett von Pierre Mauroy berufen. Die Zuständigkeit seines Ministeriums wurde im Juni 1982 um den Bereich Industrie erweitert. Im März 1983 wurde er zum Bürgermeister seiner Heimatstadt Belfort gewählt, am 22. März 1983 trat er als Minister zurück. Am 19. Juli 1984 wurde er Nachfolger von Alain Savary als Minister für nationale Bildung in der Regierung von Laurent Fabius und bekleidete das Amt bis zum 20. März 1986. Ab 1986 war Chevènement Anführer der linken Strömung « Socialisme et République » innerhalb der PS.
Vom 13. Mai 1988 bis zum 29. Januar 1991 war er französischer Verteidigungsminister der Regierung Michel Rocard. Er stellte sich gegen die Beteiligung Frankreichs am Zweiten Golfkrieg und trat aus diesem Grund als Minister zurück.

### Mouvement des citoyens und Innenminister
Im Juni 1991 wurde Chevènement wieder in die Nationalversammlung gewählt, 1993 und 1997 gelang ihm die Wiederwahl. Chevènement sprach sich, anders als die PS-Führung, gegen den EU-Vertrag von Maastricht aus und gründete 1992 das links-souveränistische Mouvement des citoyens (MDC; Bewegung der Bürger). Im Jahr darauf trat er aus der PS aus und wandelte die MDC in eine eigenständige Partei um, zu deren Vorsitzenden er gewählt wurde. Bei der Europawahl 1994 war er Spitzenkandidat der Liste L’Autre politique, die EU-skeptische Linke vereinte, aber mit 2,5 % der Stimmen den Einzug ins Europäische Parlament verpasste. Von 1995 bis 2008 war Chevènement Präsident des Gemeindeverbands Communauté de l'Agglomération Belfortaine, zu dem sich Belfort und umliegende Gemeinden zusammengeschlossen hatten.
Im Juni 1997 wurde er französischer Innenminister im Kabinett Jospin, sein Bürgermeisteramt legte er dafür nieder. Nachdem er sich bereits 1998 im Zuge einer schweren Erkrankung durch Jean-Jack Queyranne hatte vertreten lassen müssen trat er am 29. August 2000 als Minister zurück. Daniel Vaillant rückte als sein Nachfolger in das Amt des Innenministers nach, Queyranne übernahm wiederum Vaillants Amt des Ministers für die Beziehungen zum Parlament. Im März 2001 wurde Chevènement erneut zum Bürgermeister von Belfort gewählt.

### Präsidentschaftskandidat und Senator
Chevènement trat als Kandidat bei der Präsidentschaftswahl im Mai 2002 an. Er warb um die „Republikaner von links und rechts“, zu seinen prominenten Unterstützern gehörten Régis Debray, Lucie Aubrac, Max Gallo und Jean-François Kahn. Er erreichte mit 5,3 % der Stimmen den sechsten Platz und schied im ersten Wahlgang aus. Chevènements Kandidatur trug zum schwachen Abschneiden des PS-Kandidaten Lionel Jospin bei, der mit 16,2 % ebenfalls nicht die Stichwahl erreichte. Für seinen Präsidentschaftswahlkampf gründete Chevènenment die Organisation Pôle républicain („republikanischer Pol“), aus dem im Januar 2003 die Partei Mouvement républicain et citoyen (MRC) hervorging, dessen Ehrenvorsitzender er war. 2004 sprach sich Chevènenment gegen die Europäische Verfassung aus. Im Juni 2007 trat er als Bürgermeister von Belfort zurück, Étienne Butzbach folgte ihm nach.

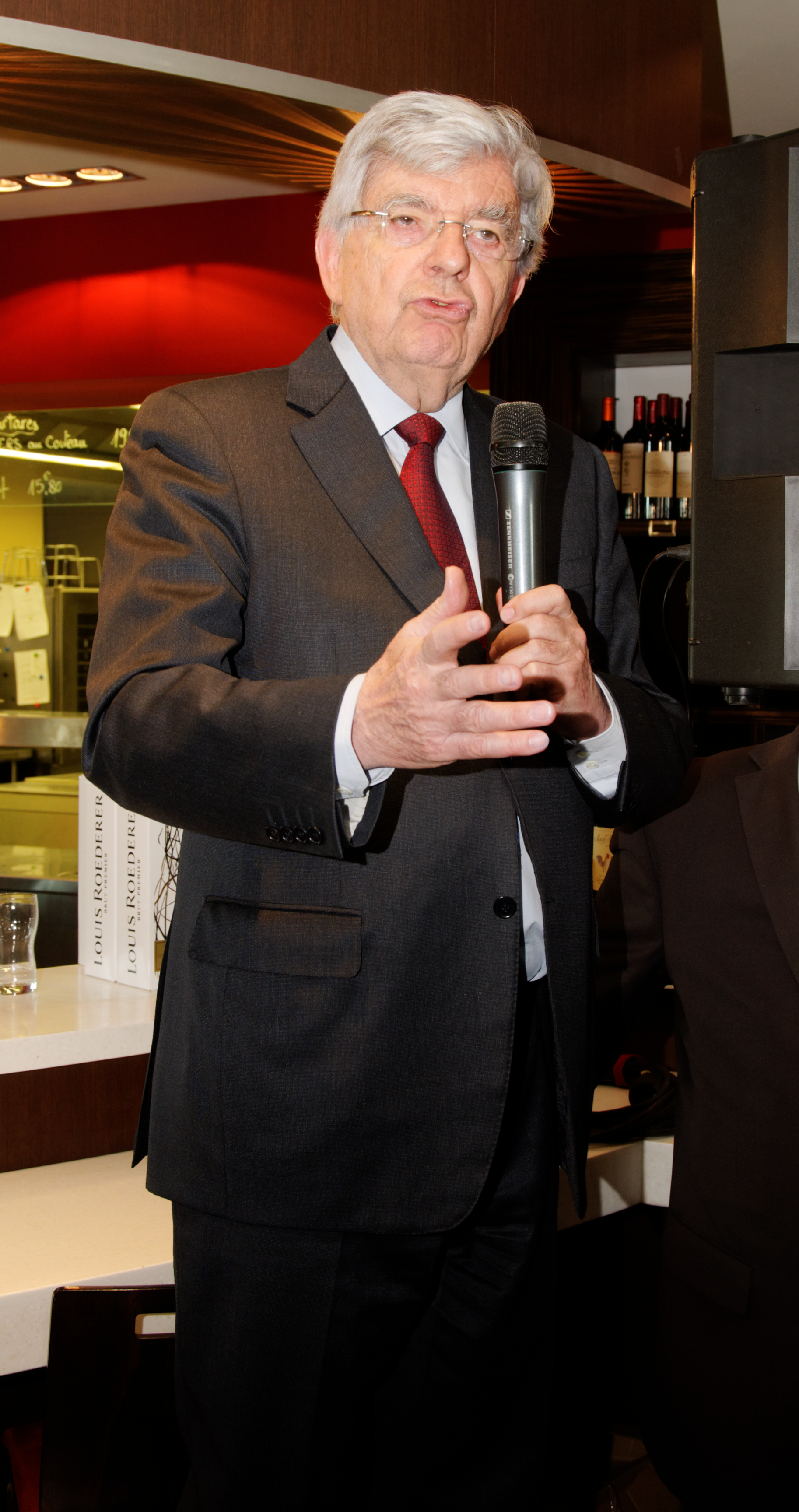
Chevènement bei der Veranstaltung Osez le débat (2013)

In einem Beitrag in der Le Monde von 2008  vertrat Chevènement die Ansicht, die Niederlage der französischen Linken bei den letzten drei Präsidentschaftswahlen sei kein Zufall gewesen, sondern Konsequenz verlorener Bodenhaftung ihrer Politik bezüglich der Lebens- und Arbeitswirklichkeit der „kleinen Leute“.  Nur die Neugründung einer großen Sammlungspartei könne die Linke in Frankreich wieder mehrheitsfähig machen. Deren Programmatik müsse in der Tradition eines Jean Jaurès innergesellschaftliche und internationale Solidarität miteinander verbinden, wobei im Sinne einer fruchtbaren Diskussion neben „realpolitischen“ auch „radikal-utopische“ Strömungen zu Wort kommen müssten. Am Ende müsse ein sowohl zeitgemäßes als auch den Interessen der Bevölkerung entsprechendes Projekt stehen. Die Linke rief er angesichts der damaligen Weltfinanzkrise auf, dem neoliberal ausgerichteten Kapitalismus  einen „neuen“ New Deals monetärer, sozialer und umweltschonender Regularien entgegenzusetzen.
Chevènement blieb jedoch Mitglied seiner Kleinpartei MRC, deren Vorsitz er von Juni 2008 bis Juni 2010 übernahm. Von Oktober 2008 bis September 2014 gehört er als Vertreter des Territoire de Belfort dem französischen Senat an. Dort saß er in der Fraktion Rassemblement démocratique et social européen (RDSE) und war stellvertretender Vorsitzender des Ausschusses für auswärtige Angelegenheiten, Verteidigung und Streitkräfte. Auf seine zunächst angekündigte Kandidatur zur Präsidentschaftswahl 2012 verzichtete Chevènement und rief zur Wahl François Hollandes auf. Nach dem Wahlsieg Hollandes ernannte Außenminister Laurent Fabius Chevènement im Oktober 2012 zum Sondervertreter für die Beziehungen mit Russland. Bei der Senatswahl 2014 trat er nicht erneut an.
Im August 2016 ernannte Hollande Chevènement zum Präsidenten der Fondation des œuvres de l’islam de France (Stiftung der Werke des Islam in Frankreich; im Dezember 2016 ersetzt durch Fondation de l’islam de France, FIF). Die Ernennung eines Christen als Präsident einer Stiftung für den Islam wurde als Bevormundung der Muslime kritisiert. In der Stichwahl der Präsidentschaftswahl 2017 sprach sich Chevènement für Emmanuel Macron aus. Dieser bestätigte Chevènment als Präsidenten der Islam-Stiftung (bis Dezember 2018) und als Spezialrepräsentanten für Russland. Der russische Präsident Wladimir Putin zeichnete Chevènment 2017 mit dem Orden der Freundschaft aus.

## Zitate
- „Ein Minister hält entweder das Maul oder er tritt zurück.“ (« Un ministre ça ferme sa gueule ou ça démissionne. », anlässlich seines Rücktritts am 22. März 1983)[5]
- „Der Innenminister, das ist die Putzfrau der Regierung.“ (« Le ministre de l'Intérieur, c'est la femme de ménage du gouvernement. », in einem Gespräch mit Le Figaro am 5. Juli 1998)[5]